# 漢口市
漢口市，通稱漢口（郵政式拼音：Hankow；威妥瑪拼音：Han-k'ou），簡稱「漢」，是中華民國在兩岸分治前所設置的12直轄市之一，亦是中部地區4個直轄市之一；因為居水陸運輸交會點，是當時最大內陸商埠。

## 歷史
民國15年10月，設漢口市。1927年4月，漢口市和武昌市合併成立武漢特別市，這是首次將武漢三鎮同置於一個行政區劃下。民國18年4月武漢市撤銷並分治。6月恢復漢口特別市，當時漢陽縣的城區劃歸漢口特別市，此時的漢口特別市除了原本的漢口，還有漢陽，但不包括武昌。漢口特別市直隸於行政院。1930年5月，原漢陽城區又劃出還給漢陽縣。1931年7月改為省轄市，直隸於湖北省政府。民国29年（1940年）10月3日，汪精衛政權设立汉口特别市。民国32年（1943年）10月19日，汪精卫政权合并汉口市入湖北省。民國36年又改為院轄市，為中華民國大陸時期12個院轄市之一，直隸於行政院。
1949年5月16日，中国人民解放军进入汉口市。17日，解放军完全占领武汉三镇。24日，汉口市与武昌市、汉阳县城区组建新的武汉市。

## 行政区划
1946年时汉口市分为14个区，其中第12、13、14区为郊区，其余为城区。具体如下：
| 区号   | 区名   | 区辖中心                                     |
| ------ | ------ | -------------------------------------------- |
| 一区   | 武圣区 | 汉正上街                                     |
| 二区   | 宝善区 | 汉中街                                       |
| 三区   | 汉正区 | 大水街                                       |
| 四区   | 新安区 | 民族路                                       |
| 五区   | 三民区 | 小董家巷                                     |
| 六区   | 中山区 | 鄱阳街（汉口英租界、汉口俄租界、汉口法租界） |
| 七区   | 大智区 | 黎黄陂路（汉口法租界）                       |
| 八区   | 汉景区 | 汉景街（汉口德租界）                         |
| 九区   | 和平区 | 长春街（汉口日租界）                         |
| 十区   | 云樵区 | 华中里                                       |
| 十一区 | 永清区 | 宪政一路                                     |
| 十二区 | 张公区 | 新马路                                       |
| 十三区 | 复兴区 | 刘家庙                                       |
| 十四区 | 中正区 | 罗家墩                                       |